# Veszett világ (film)
A Veszett világ (eredeti cím: Red State) 2011-ben bemutatott amerikai film, amelyet Kevin Smith írt és rendezett. A film premierje 2011. január 23-án volt a Sundance Filmfesztiválon. A film összbevétele 1 874 460 dollár dollár volt.

## Cselekmény
Travis két haverjával a neten talál egy nőt, aki lefeküdne három pasival. Travisék lefixálnak vele egy találkozót, aztán elmennek a nőhöz. Beszélgetni kezdenek, megisznak pár sört, készülődnek a szexhez. De Travisék elájulnak és egy templomban térnek magukhoz megkötözve. Ott a kattant prédikátor a bibliából idézget, a hívei isszák a szavait. Szerintük a homoszexuálisok a sátán táncosai a Földön, a cunamikat pedig Isten küldte ránk, mert annyira betegek vagyunk. A hívek fejbe lőnek egy homoszexuális férfit, aztán Travis-ék következnek. Őket azért akarják megölni, mert vétettek Isten ellen, azzal, hogy hárman akartak megszentségteleníteni egy nőt. Időközben egy zsaru jelenik meg a templomnál, mert Travisék nekimentek a seriff kocsijának. A prédikátor kimegy a kapuhoz, kidumálja magát a helyzetből, de a zsaru lövéseket hall, ezért jelenti a főnökének az eseményeket. Rövidesen megjelennek a kormányügynökök a templomnál, próbálják megadásra bírni a szekta tagjait, de ők tűzet nyitnak rájuk. A zsaruk azt a parancsot kapják, hogy iktassanak ki mindenkit a szekta tagjai közül, ezért visszalőnek. Azt tervezik, hogy behatolnak a templomba, és szitává lőnek mindenkit.

## Szereplők
| Szerep        | Színész          | Magyar hang    |
| ------------- | ---------------- | -------------- |
| Abin Cooper   | Michael Parks    | Harsányi Gábor |
| Joseph Keenan | John Goodman     | Papp János     |
| Travis        | Michael Angarano | Baráth István  |
| Billy-Ray     | Nicholas Braun   | Jakab Márk     |
| Jarod         | Kyle Gallner     | Czető Roland   |
| Brooks ügynök | Kevin Pollak     | Háda János     |
| Sara          | Melissa Leo      | Kovács Nóra    |
| Dana          | Kaylee DeFer     | Csifó Dorina   |